# Ulaş Berkim Tümer
Ulaş Berkim Tümer (* 30. April 2002 in Gelibolu) ist ein türkischer Bogenschütze.

## Karriere
Ulaş Berkim Tümer gab 2021 beim Weltcup in Lausanne sein internationales Debüt. Er gewann bei den Weltmeisterschaften 2023 in Berlin in der Mannschaftswertung mit Mete Gazoz und Abdullah Yıldırmış die Silbermedaille, was der erste Medaillengewinn einer türkischen Bogenschießmannschaft bei Weltmeisterschaften war. Ein weiterer Medaillengewinn gelang ihm ein Jahr darauf bei den Europameisterschaften in Essen. Mit Berkay Akkoyun und Mete Gazoz belegte er den dritten Rang.
Bei den Olympischen Spielen 2024 in Paris ging Tümer in zwei Konkurrenzen an den Start. Im Einzelwettbewerb belegte er nach der Platzierungsrunde Rang zehn und traf nach einem Sieg in der Auftaktrunde in Runde zwei auf Steve Wijler, den er mit 6:2 besiegte. Im anschließenden Achtelfinale schied er mit 2:6 gegen den späteren Silbermedaillengewinner Brady Ellison aus. Sehr erfolgreich verlief hingegen der Mannschaftswettbewerb für das türkische Aufgebot. Zusammen mit Mete Gazoz und Abdullah Yıldırmış besiegte er nacheinander die Mannschaften Kolumbiens und Indiens, ehe die Türken im Halbfinale Frankreich knapp im Shoot-off unterlagen. Das abschließende Duell um Platz drei gewann die Türkei gegen China mit 6:2, sodass sich Tümer, Gazoz und Yıldırmış die Bronzemedaille sicherten. Dies war der erste Medaillengewinn in der olympischen Geschichte der Türkei bei einem Mannschaftswettbewerb.